# Samand
Samand je osobní automobil vyráběný íránskou státní automobilkou Iran Khodro.

## Historie

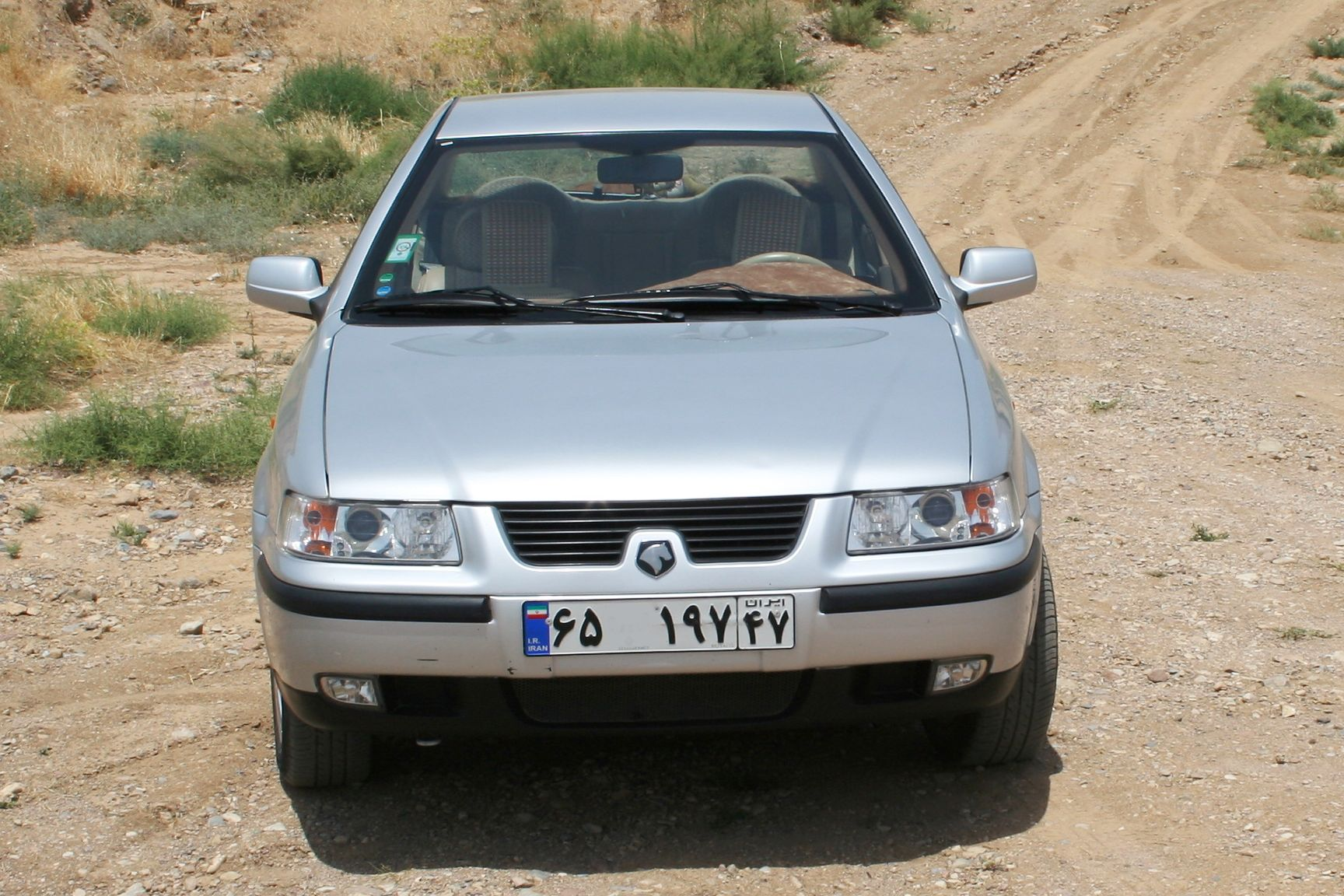
Samand typ LX-2006

Samand navazuje na populární íránský vůz sedmdesátých a osmdesátých let Paykan. Název samand znamená v perštině plemeno závodního koně. Je to čtyřdveřový sedan, jehož konstrukce vychází z vozu Peugeot 405. Automobil se vyrábí v Teheránu od roku 2003. Jako oblíbený cenově dostupný (prodává se od 14 000 dolarů) rodinný vůz se vyváží do celého islámského světa, odebírají ho i další íránští spojenci: Venezuela, Čína nebo Rusko. 

## Technické údaje
Délka vozu je 4510 mm, šířka 1720 mm a výška 1460 mm. Váží 1200 kg. Dosahuje maximální rychlosti 185 km/h, doba akcelerace na 100 km/h je 11,9 sekundy.